# ライサンダー
『ライサンダー』は、1991年2月8日に日本物産（ニチブツ）から発売されたゲームボーイ用のシューティングゲーム。

## 概要
日本物産のゲームボーイ参入第1弾に発売されたゲームで、3Dダンジョン型のシューティングゲームである。
全20ステージ。十字キーで前進、後退、左右旋回。Aボタンで通常弾、Bボタンでサブウエポンを発射して攻撃する。
プレイヤーの攻撃機は安定感重視の「WOLF」、パワー重視でスピードが遅い「BEAR」、スピード重視でパワーが低い「EAGLE」の3つから選択できる。
制御パーツを4つ集めるか、敵を全滅させることで面クリアとなる。
通信ケーブルを使用する事で、対戦モードがプレイ可能。対戦モードでは、プレイヤー自身がマップを作成することができる。
シンプルすぎる背景や難易度の低さなどからシューティングゲームとしては賛否両論がある。

## ストーリー
西暦209X年。中央情報局コントロールセンターのメインコンピューターが突如として暴走を始め、「Tokyo-City」は制御不能となった警備ロボットが人々を襲う恐怖のコンクリートジャングルと化した。政府は、コントロールセンターの機能を回復させるため、特殊戦闘チームに出動を命じた。

## スタッフ
- デザイナー：K.KAWAHARA
- プログラム：A.DADADA
- グラフィック：H.WADA
- サウンド：吉田健志

## 評価
- ゲーム誌『ファミコン通信』の「クロスレビュー」では、合計22点となっている[3]。

- ゲーム誌『ファミリーコンピュータMagazine』の読者投票による「ゲーム通信簿」での評価は以下の通りとなっており、18.46点（満30点）となっている[1]。

| 項目 | キャラクタ | 音楽 | 操作性 | 熱中度 | お買得度 | オリジナリティ | 総合  |
| 得点 | 3.09       | 3.06 | 3.16   | 3.20   | 3.09     | 2.86           | 18.46 |